# Verdrag van Orléans

Wapens van respectievelijk Frankrijk en Navarra.

Het Verdrag van Orléans was een huwelijksverdrag dat in 1275 werd ondertekend, dat leidde tot een kortstondige personele unie tussen de koninkrijken van Navarra en Frankrijk. Het werd ondertekend door Filips III van Frankrijk en zijn nicht Blanca van Artesië, moeder en regentes van de tweejarige Johanna I van Navarra. De oorspronkelijke bedoeling van het verdrag was echter niet om een personele unie te creëren, maar om Filips III in staat te stellen Navarra te besturen in de naam van Johanna. Johanna zou ook trouwen met ofwel Filips’ eerstgeboren zoon en troonopvolger, Lodewijk, of zijn tweede zoon, Filips. Paus Gregorius X verklaarde expliciet dat hij de voorkeur gaf aan een verbintenis met de jongste zoon, omdat hij waarschijnlijk wilde vermijden dat Navarra met Frankrijk zou versmelten. Lodewijk stierf echter in 1276, waardoor Filips de enige keuze was volgens de voorwaarden van het verdrag.
Opvallend genoeg verplicht het verdrag zowel Filips als Blanca hun kinderen ervan te overtuigen het huwelijk te aanvaarden zodra ze de meerderjarigheid bereikten, "tenzij ernstige ziekte, misvorming of andere redelijke belemmering bij een van hen optreedt vóór hun huwelijk". Het verdrag bepaalde ook dat als Johanna's echtgenoot niet de Franse troonopvolger zou zijn, ze een extra jaarinkomen van 4.000 pond zou krijgen als compensatie voor een bruidsschat. Wanneer Johanna’s toekomstige man Filips hem zou opvolgen, beloofde Filips III dat ze een nog grotere bruidsschat zou krijgen. Het verdrag zou geen effect hebben op de voogdij van Blanca over Johanna of Blanca's eigen bruidsschat.[2] De eerste door Frankrijk aangestelde gouverneur van Navarra, volgens de voorwaarden van het verdrag, was de seneschalk van Toulouse, Eustache de Beaumarché.
Het verdrag gaf Frankrijk in feite een strategisch bolwerk in Iberië, maar het zorgde er ook voor dat Johanna haar koninkrijk niet zou verliezen aan het naburige Castilië en Aragon. Maar wat nog belangrijker was: het bracht Johanna's graafschap Champagne in het Franse kroondomein. De personele unie die door het verdrag werd gecreëerd, eindigde in 1328, toen Filips en Johanna's kleindochter Johanna II van Navarra er niet in slaagde de Franse kroon te erven. Champagne bleef echter wel in Franse handen.